# واسال‌های پادشاهی اورشلیم

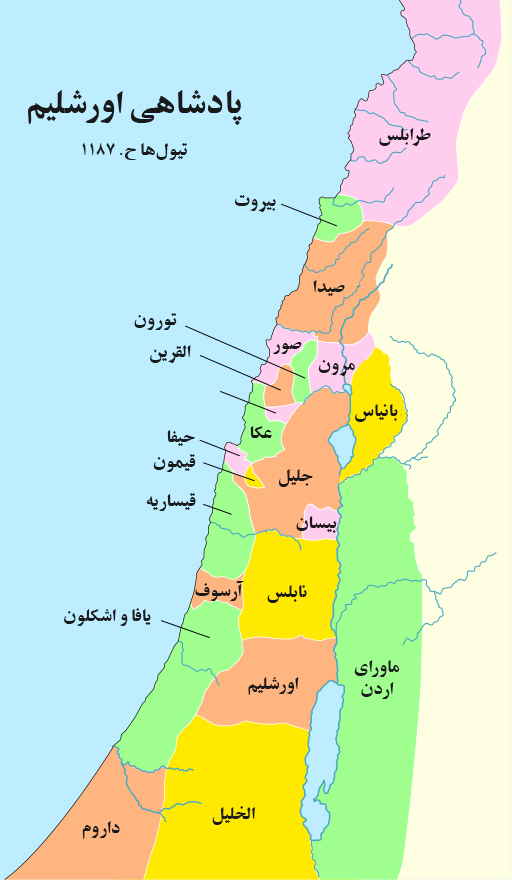
ارباب‌نشین‌های پادشاهی اورشلیم در سال ۱۱۸۷

پس از تشکیل پادشاهی اورشلیم، قلمروهای تقسیم شده بین فرماندهان صلیبی به صورت مجموعه ارباب‌نشین‌های فئودالی (همچون کنت‌نشین‌ادسا و شاهزاده‌نشین انطاکیه) تحت حاکمیت یک پادشاه درآمدند که این شیوه در دوره جانشینان گادفری بوین نیز ادامه یافت. براساس گفته جان ابلین، دولت صلیبی اورشلیم چهار ارباب‌نشین اصلی
- کنت‌نشین یافا و اشکلون
- شاهزاده‌نشین جلیل
- ارباب‌نشین صیدا
- ارباب‌نشین ماورای اردن

شامل کرک و شوبک را به همراه دوازه واسال کوچک لدُ، نابلس، الخلیل، حیفا، بیسان، آرسوف، قیمون، تورون و بانیاس، اسکندرونه، داروم، بیروت و قیساریه که بزرگ‌ترین آنها بود، شامل می‌شد. این مجموعه همگی تابع مستقیم پادشاه اورشلیم بودند. پادشاه چند شهر را مستقیماً خود اداره می‌کرد و املاکش را برای خود می‌دانست. این شهرها به یک روایت اورشلیم، عکا، نابلس، پس از مدتی داروم بودند و به روایتی دیگر، افزون بر آنها، شهر صور را نیز شامل می‌شد. و قطعات دوازده‌گانه مزبور نیز غالباً به به صورت موروثی اداره می‌شدند.

## پیش‌زمینه
اندکی پس از شورای کلرمونت و سخنرانی پاپ اوربان دوم، در سال ۱۰۹۵ م، سپاهیان نخستین جنگ صلیبی به‌سوی شرق رهسپار شدند، از آسیای صغیر عبور کردند، به انطاکیه رسیدند و آن‌جا را به تصرف درآوردند. آنگاه در دو مسیر ساحلی و داخلی (روج–معره نعمان–شیزر–مصیاف–اکراد) حرکت کردند، بار دیگر در طرابلس به یکدیگر پیوستند و از آن‌جا راه‌شان را به‌سوی بیروت و صیدا تا قیساریه و سپس به‌سوی اورشلیم ادامه دادند. پس از تسخیر اورشلیم، صلیبی‌ها به سازمان دادن دولت‌های خود پرداختند و پادشاهی اورشلیم و شاهزادنشین انطاکیه و کنت‌نشین اِدسا را — که حکومت‌هایی خودمختار بودند — شکل دادند. برخی از شهرها همانند معره نعمان در مقابل تهاجم  صلیبی‌ها  مقاومت کردند ولی حاکمان برخی دیگر از شهرها مثل حماه، شیزر، طرابلس و حمص ترجیح دادند با مهاجمان از در صلح درآیند؛ اما کشتارهای  صلیبی‌ها ، پس از رسیدن به آسیای صغیر، در طول مسیر و هنگام رسیدن به انطاکیه و در ادامه در اورشلیم و دیگر شهرهای فلسطین سبب خشم مسلمانان شد و این‌چنین خود را آمادهٔ نبرد با  صلیبی‌ها  کردند.
در این دوران بود که امارت‌های پراکندهٔ شام تضعیف شده و قدرت مقابله با مبارزطلبی  صلیبی‌ها  را نداشتند. در شمال، قلیچ ارسلان از رهبران سلاجقه توان پایداری نداشت و پایتختش، نیقیه توسط  صلیبی‌ها  اشغال شد و در نتیجه قدرتِ خود را از دست داد.

## دولت‌های شمالی

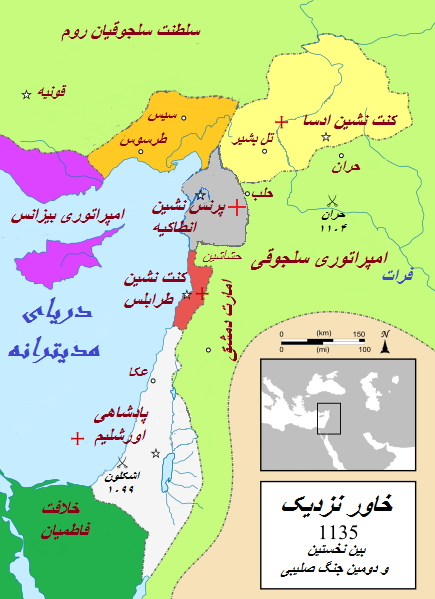
دولت‌های صلیبی در سال ۱۱۳۵ میلادی

در کنار پادشاهی اورشلیم، ۳ دولت صلیبی اصلی دیگر نیز پس از نخستین جنگ صلیبی در اراضی مقدس تشکیل شد:
- کنت‌نشین ادسا
- شاهزاده‌نشین انطاکیه
- کنت‌نشین طرابلس

این دولت‌ها صرفاً به‌طور اسمی به پادشاهی اورشلیم وابسته بودند و در مابقی امور کاملاً مستقل عمل می‌کردند. در این بین پادشاه اورشلیم صرفاً وظیفه داشت تا در صورت بروز اختلاف میان کنت‌ها و شاهزادگان، به این مسئله رسیدگی و میان آنها مصالحه ایجاد کند. همچنین بحث اختلافات بر سر جانشینی در این دولت‌ها نیز از جمله مواردی بود که پادشاه باید بدان رسیدگی می‌کرد.
ادسا به عنوان دولت صلیبی شکل‌گرفته در اراضی مقدس، علی‌رغم فاصله آن با اورشلیم، بیش از دو دولت دیگر به پادشاهی نزدیک بود. و دو کنت نخست این کنت‌نشین در ادامه مبدل به پادشاه اورشلیم شدند و در نهایت این کنت‌نشین به‌عنوان هدیه سلطنتی به ژوسلین یکم ادسا اهدا شد. کنت‌نشین طرابلس که نزدیک دولت صلیبی به اورشلیم بود، گاهی تحت کنترل و سلطه مستقیم شخص پادشاه اورشلیم و دربار سلطنتی بود. با این حال این کنت‌نشین از استقلال نسبی در امور مختلف برخوردار بود. انطاکیه تنها دولت صلیبی بود که کاملاً مستقل از اورشلیم عمل می‌کرد، چراکه این دولت پیش از پادشاهی شکل‌گرفته بود و نخستین شاهزادگان آن نیز از رقبای پادشاهان اورشلیم محسوب می‌شدند. این دولت در برخی برهه‌ها به دلایل سیاسی مجبور به پذیریش حاکمیت امپراتوری بیزانس و پادشاهی ارمنی کیلیکیه شده بود.
تمامی این دولت‌ها اسناد و مکاتبات خود را با سال سلطنت حاکمان خود تاریخ‌گذاری می‌کردند، در امور بین‌الملل و روابط خارجی مستقل بودند و در صورت نیاز نیروهای خود را به کمک پادشاه اورشلیم یا دیگر دولت‌های صلیبی ارسال می‌کردند. با این حال تمامی این اقدامات از دریچه تعهدات فئودالی نبوده‌است؛ بنابراین هر یک از این دولت‌ها حاکمیت خاص به خود را داشتند.

## کنت‌نشین یافا و اشکلون
یافا ــ شهری که در سواحل مدیترانه ــ پس از نخستین جنگ صلیبی تقویت شد و کنت‌نشین مجزا و مستقلی تا سال ۱۱۳۴ و شورش هیو دوم یافا بود. پس از آن این کنت‌نشین مستقیماً توسط پادشاهی یا اطرافیان و وابستگان آن کنترل و هدایت می‌شد. در سال ۱۱۵۳ و با فتح اشکلون توسط صلیبیون، این کنت‌نشین همراه با این شهر تازه فتح‌شده کنت‌نشین دوگانه‌ای را تشکیل دادند. با این حال پس از فتح این شهر توسط مسلمانان، همچنان عنوان این کنت‌نشین باقی ماند. این کنت‌نشین خود شامل چنین تیول و ارباب‌نشین بود: ارباب‌نشین رمله؛ ارباب‌نشین ابلین؛ و ارباب‌نشین میرابل.

### کنت‌های یافا
یافا در سال ۱۰۹۹ پس از فتح اورشلیم، تحت کنترل صلیبیون درآمد و جزئی از قلمرو پادشاهی درآمد. کنت‌های یافا:
- حوزه پادشاهی (۱۱۰۰–۱۱۱۰)
- هیو یکم یافا (۱۱۱۰–۱۱۱۸)
- آلبرت نامور (۱۱۱۸–۱۱۲۲)
- هیو دوم یافا (۱۱۲۲–۱۱۳۴)
- ملیساند اورشلیم (۱۱۳۴–۱۱۵۴)
- امالریک یکم (۱۱۵۱–۱۱۵۳)
- ادغام با شهر تازه فتح‌شده اشکلون و تشکیل کنت‌نشین یافا و اشکلون.

### کنت‌های یافا و اشکلون
پس از محاصره و فتح اشکلون در سال ۱۱۵۳ میلادی، این شهر مرزی با کنت‌نشین ادغام شد و کنت‌نشین دوگانه‌ای شکل گرفت. کنت‌های یافا و اشکلون:
- امالریک یکم (۱۱۵۳–۱۱۷۴)
- بالدوین چهارم (۱۱۷۴–۱۱۷۶)
- سیبلا (۱۱۷۶–۱۱۸۷)، به همراه همسران خود ویلیام مونفروا و گی لوزینیان
- فتح اشکلون و یافا توسط ایوبیان (۱۱۸۷–۱۱۹۱)
- جفری لوزینیان (۱۱۹۱–۱۱۹۳)
- امالریک دوم (۱۱۹۳–۱۱۹۷)
- امالریک دوم به همراه ایزابلا به عنوان پادشاه اورشلیم (۱۱۹۷–۱۲۰۵)
- ماریا مونفروا (۱۲۰۵–۱۲۱۲)
- ایزابلا دوم اورشلیم (۱۲۱۲–۱۲۲۱)
- والتر چهارم برین (۱۲۲۱–۱۲۴۴)
- جان ابلین (۱۲۴۴–۱۲۶۶)
- فتح اشکلون توسط ایوبیان (۱۲۴۷)
- جیمز ابلین (۱۲۶۶–۱۲۶۸)
- فتح یافا توسط ممالیک (۱۲۶۸)

### ارباب‌نشین رمله
پس از نخستین جنگ صلیبی، برای مدت کوتاهی این شهر تیول توسط اسقف رمله کنترل و هدایت می‌شد و در سال ۱۱۲۶ بخشی از یافا شد ولی بعد از هیو دوم یافا در سال ۱۱۳۴ از کنت‌نشین جدا و خود مبدل به ارباب‌نشین مجزا شد. قلعه ابلین که بعدها مبدل به مرکز ارباب‌نشین ابلین شد، در نزدیکی این تیول قرار داشت. اربابان این واسال:
- بالدوین یکم رمله، (۱۱۳۴–۱۱۳۸)
- باریسان ابلین (۱۱۳۸–۱۱۵۰)
- ماناسس یرژ (۱۱۵۰–۱۱۵۲)
- هیو ابلین (۱۱۵۲–۱۱۶۹)
- بالدوین ابلین (۱۱۶۹–۱۱۸۶)
- توماس ابلین (۱۱۸۶–۱۱۸۸)
- فتح رمله توسط ایوبیان (۱۱۸۷–۱۱۹۱)
- بالین ابلین (۱۱۹۱–۱۱۹۳)
- جان ابلین (۱۱۹۳–۱۲۴۷)
- مبدل به بخشی از کنت‌نشین یافا و اشکلون (۱۲۴۷)

### ارباب‌نشین ابلین
این ارباب‌نشین نیز ــ که مرکز آن قلعه ابلین بود ــ پس از شورش هیو دوم یافا در سال ۱۱۳۴ تشکیل شد. این ارباب‌نشین پس از تشکیل از طرف پادشاهی به باریسان ابلین اهدا شد. پسر وی، بالین پس از ازدواج با ماریا کومننه، بیوه امالریک یکم، این خاندان را مبدل به یکی قدرتمندترین خاندان‌ها در قلمروهای صلیبی کرد. اربابان ابلین:
- باریسان ابلین (۱۱۳۴–۱۱۵۰)
- هیو ابلین (۱۱۵۰–۱۱۷۰)
- بالین ابلین (۱۱۷۰–۱۱۹۳)
- جان ابلین (۱۱۹۳–۱۲۳۶)
- مبدل به بخشی از کنت‌نشین یافا و اشکلون (۱۲۳۶)

### ارباب‌نشین میرابل
میرابل نیز پس از شورش هیو دوم یافا، از کنت‌نشین یافا جدا شد و در سال ۱۱۶۶ به بالدوین ابلین اهدا شد با این حال این تیول از ارباب‌نشین ابلین مجزا بود. پس از بالدوین نیز پسرش توماس ابلین کنترل این ارباب‌نشین را از سال ۱۱۸۶ تا ۱۱۸۸ در دست گرفت.

## شاهزاده‌نشین جلیل
شاهزاده‌نشین جلیل در سال ۱۰۹۹ توسط تانکرد تأسیس شد و مرکز آن در اطراف طبریه در جلیل بود. به همین دلیل در برخی مواقع از این شاهزاده‌نشین با عنوان شاهزاده‌نشین طبریه نیز یاد می‌شود. پس از تشکیل، این شاهزاده‌نشین مبدل به تیول خاندان سنت. اومر، مونت‌فاکون و بورس شد و سرانجام در سال ۱۱۸۷ توسط صلاح‌الدین نابود شد گرچه عنوان آن تا مدت‌ها برای شاهزادگان پادشاهی قبرس به کار می‌رفت. این شاهزاده‌نشین واسال‌هایی نیز برای خود داشت از جمله بیروت، تورون، بانیاس، ناصره و حیفا.

### شاهزادگان جلیل
- تانکرد (۱۰۹۹–۱۱۰۱)
- هیو مونت‌فاکون (۱۱۰۱–۱۱۰۶)
- ژروز د بازوش (۱۱۰۶–۱۱۰۸)
- تانکرد، مجدداً (۱۱۰۹–۱۱۱۲)
- ژوسلین یکم کورتنی (۱۱۱۲–۱۱۱۹)
- ویلیام یکم بورس (۱۱۲۰–۱۱۴۱)
- الیناند (۱۱۴۲–۱۱۴۸)
- ویلیام دوم بورس (۱۱۴۸–۱۱۵۸)
- گاتیر سنت. اومر (۱۱۵۹–۱۱۷۱)، همسر نخست اشیوا بورس
- ریمون سوم طرابلس (۱۱۷۴–۱۱۸۷) همسر دوم اشیوا
- هیو دوم سنت. اومر (۱۱۸۷–۱۲۰۴)
- رائول سنت. اومر (۱۲۰۴–۱۲۱۹)
- اشیوا سنت. اومر (۱۲۱۹–بعد از ۱۲۶۵)
- بالین ابلین
- بوهموند لوزینیان (ح. ۱۲۸۰)
- گی لوزینیان (ح. ۱۳۲۰–۱۳۴۳)
- هیو لوزینیان (۱۳۳۴–۱۳۸۶)
- جان بریه
- هنری لوزینیان (؟ –۱۴۲۷)
- فیلیپ لوزینیان (؟ – ۱۴۶۶)

### ارباب‌نشین بیروت
بیروت در سال ۱۱۱۰ میلادی فتح و به فولک گوئینز داده شد. این ارباب‌نشین یکی از بادوام‌ترین ارباب‌نشین و واسال‌های پادشاهی اورشلیم بود که تا سال ۱۲۹۱ به حیات خود ادامه داد. این شهر به واسطه بحث تجارت با اروپا، برای صلیبیون و اروپاییان مخصوصا دولت‌های دریایی ایتالیا اهمیت داشت. با این حال این ارباب‌نشین جز و تابع شاهزاده‌نشین جلیل بود. اربابان بیروت:
- فولک گوئینز (۱۱۱۰–۱۱۱۷)
  - حوزه پادشاهی (۱۱۱۷–۱۱۲۵)
- والتر یکم بریسبار (۱۱۲۵–۱۱۳۸)
- گی یکم بریسبار (۱۱۳۸–۱۱۴۹)
- والتر دوم بریسبار (۱۱۴۹–۱۱۵۶)
- گی دوم بریسبار (۱۱۵۶–۱۱۶۴)
- والتر سوم بریسبار (۱۱۶۴–۱۱۶۶)
  - حوزه پادشاهی (۱۱۶۶-؟)
- فتح توسط ایوبیان (۱۱۸۷–۱۱۹۸)
- جان یکم ابلین (۱۲۰۴–۱۲۳۶)
- بالین ابلین (۱۲۳۶–۱۲۴۷)
- جان دوم ابلین (۱۲۴۷–۱۲۶۴)
- ایزابلا ابلین (۱۲۶۴–۱۲۸۲)
  - هیو دوم قبرس (۱۲۶۵–۱۲۶۷)
  - هامو له‌استرنج (۱۲۷۲–۱۲۷۳)
  - آلیس د لا روش (۱۲۷۴–۱۲۷۷)
  - نیکولاس آلمن (۱۲۷۷)
  - ویلیام بارلیز (۱۲۷۸–۱۲۸۲)
- اشیوا د ابلین (۱۲۸۲–۱۲۹۱)
  - هومفری مونفروا (۱۲۸۲–۱۲۸۴)
  - گی قبرس (۱۲۹۱)
- فتح بیروت توسط ممالیک

### ارباب‌نشین بانیاس
بانیاس در سال‌های ۱۱۲۶ تا ۱۱۲۹ تحت کنترل حشاشین بود و در سال‌های بعد و پراکنده‌شدن فرقه توسط اتابک دمشق به صلیبیون داده شد. این ارباب‌نشین در بین سال‌های ۱۱۳۲ تا ۱۱۴۰ در ارباب‌نشین تورون ادغام شد تا آن که در سال ۱۱۶۴ توسط نورالدین زنگی فتح شد. با این حال بعد از بازپس‌گیری آن، جزئی از قلمروی ارباب‌نشین ژوسلین سوم ادسا شد.

### ارباب‌نشین تورون
این قلعه توسط هیو فاوکیومبیرگوس، شاهزاده الجلیل در سال ۱۱۰۶ برای کمک به تسخیر صور ساخته شد. پس از مرگ هیو و حملات عزالملک به حوالی این قلعه، این قلمرو مبدل به یک قمروی مستقل شد و هامفری یکم به عنوان ارباب آن انتخاب شد. با این حال پس از مدتی جزئی از ارباب‌نشین صور شد. این ارباب‌نشین دو واسال داشت: ارباب‌نشین هونین که در سال ۱۱۶۷ توسط نورالدین زنگی فتح شد و ارباب‌نشین تورون-احمود که بعدها در سال ۱۲۶۱ به شوالیه‌های تتونیک فروخته شد. اربابان تورون:
- هامفری یکم تورون (قبل از ۱۱۰۹ - بعد از ۱۱۳۶)
- هامفری دوم تورون (قبل از ۱۱۳۷-۱۱۷۹
  - هامفری سوم تورون
- هامفری چهارم (۱۱۷۹-۱۱۸۳)
- تحت کنترل دربار پادشاهی (۱۱۸۳-۱۱۸۷)
- هامفری چهارم (بازپس‌گیری)(۱۱۹۰-۱۱۹۲)
  - فتح توسط مسلمانان تا سال ۱۲۲۹
- آلیس ارمنستان (۱۲۲۹ - بعد از ۱۲۳۶)
- ماریا انطاکیه-ارمنستان (بعد از ۱۲۳۶-۱۲۳۹)
  - فتح توسط مسلمانان تا سال ۱۲۴۱
- فیلیپ مونفروا (۱۲۴۱ - قبل از ۱۲۵۷)
- جان مونفروا (قبل از ۱۲۵۷-۱۲۸۳)
- هامفری مونفروا (۱۲۸۳-۱۲۸۴)
- آیمری مونفروا (۱۲۸۴-۱۳۰۴)
- روپن مونفروا (۱۳۰۴-۱۳۱۳)
- هامفری مونفروا (م. ۱۳۲۶)
- اشیوا مونفروا (م. قبل از ۱۳۵۰)

### ارباب‌نشین ناصره
ارباب‌نشین ناصره به عنوان مرکز پاتریک لاتین پادشاهی اورشلیم، توسط تانکرد و به عنوان واسال جلیل تأسیس شد. اسقف‌اعظم ناصره علاوه بر این ارباب‌نشین بر حیفا نیز حکم می‌راند.

### ارباب‌نشین حیفا
حیفا برای مدت‌ها توسط کنترل ارباب‌نشین ناصره بود تا آن که با به‌دست گرفتن بخشی دیگر از قلمرو شاهزاده‌نشین جلیل، مبدل به ارباب‌نشین شد. اربابان حیفا:
- گلدمار کارپنل، (۱۱۰۰–۱۱۰۱)
- تانکرد، (۱۱۰۱–۱۱۰۳)
- روجیوس، (۱۱۰۳–۱۱۰۷)
- پاگان، (۱۱۰۷–۱۱۱۲)
  - حوزه سلطنتی (۱۱۱۲–۱۱۸۷)
  - فتح حیفا توسط ایوبیان (۱۱۸۷–۱۱۹۱)
- ویوان، (ح. دهه ۱۱۴۰)
- پاگان، (۱۱۹۰–؟)
- روجیوس دوم، (؟–۱۲۴۴)
- گارسیا آلوارز، (ح. ۱۲۵۰)
- گیلز د استرین، (ح. ۱۲۶۰)
  - فتح حیفا توسط ممالیک (۱۲۶۵)

## ارباب‌نشین صیدا
صیدا در دسامبر ۱۱۱۰ تسخیر شد و اوستاس یکم گرنیر به‌عنوان لرد این ارباب‌نشین که قلمروی آن خطوط ساحلی میان بیروت و صور بود، انتخاب شد. این شهر توسط صلاح‌الدین ایوبی در سال ۱۱۸۷ فتح شد اما در جریان جنگ صلیبی ۱۱۹۷ توسط صلیبیون بازپس گرفته شد. در نهایت ژولیان اوستاس این قلمرو را پس از حملات مغولان به شوالیه‌های معبد فروخت. یکی از وسال‌های این ارباب‌نشین، ارباب‌نشین شف بود.

### اربابان صیدا
- اوستاس یکم گرنیر (۱۱۱۰-۱۱۲۳)
- جرارد گرنیر (۱۱۲۳-۱۱۷۱)
- فتح توسط صلاح‌الدین ایوبی، ۱۱۸۷-۱۱۹۷
- رینالد گرنیر (بازپس‌گیری، ۱۱۹۷-۱۲۰۲)
- بالیان گرنیر (۱۲۰۲-۱۲۳۹)
- ژولیان گرنیر (۱۲۳۹-۱۲۶۰)
- فروختن و واگذاری آن به شوالیه‌های معبد (۱۲۶۰)
- ژولیان گرنیر (افتخاری، ۱۲۶۰-۱۲۷۵)
- بالیان دوم گرنیر (افتخاری، ۱۲۷۵-۱۲۷۷)

### ارباب‌نشین قیساریه
قیساریه در سال ۱۱۰۱ میلادی فتح و پس از آن به اسقف‌اعظم قیساریه اهدا شد. اربابان قیساریه:
- اوستاس یکم گرنیر، ۱۱۱۰–۱۱۲۳
- والتر یکم گرنیر، ۱۱۲۳–۱۱۵۴
- هیو گرنیر، ۱۱۵۴–۱۱۶۹
- گی گرنیر، دهه ۱۱۷۰
- والتر دوم گرنیر، ح. دهه ۱۱۸۰ –۱۱۸۹/۱۱۹۱
- فتح قیساریه توسط ایوبیان،  ۱۱۸۷–۱۱۹۱
- ژولیان گرنیر، ۱۱۸۹/۱۱۹۳–۱۲۱۳/۱۲۱۶, همراه با همسرش:
  - گی بریسبار، بعد از ۱۱۸۳
  - آیمار د لیرون، ۱۱۸۹/۱۱۹۳–۱۲۱۳/۱۲۱۶
- والتر سوم قیساریه، ۱۲۱۳/۱۲۱۶–۱۲۲۹
- جان، ۱۲۲۹–۱۲۳۸/۱۲۴۱
- مارگارت، ۱۲۳۸/۱۲۴۱–۱۲۵۵/۱۲۶۵ همراه با همسرش:
  - جان آلمن، ۱۲۳۸/۱۲۴۳–۱۲۶۴/۱۲۶۵
- نیکولاس آلمن، م. ۱۲۷۷
- فتح قیساریه توسط ممالیک ۱۲۶۵
- جان د نویل،  ۱۳۸۴–؟
- جان گوارپ

### ارباب‌نشین شف یا شوف
شف یکی از واسال‌ها و ارباب‌نشین دست‌نشانده صیدا بود که در حدود سال ۱۲۷۰ تشکیل شد و مرکز آن قلعه نیحا (Fortress of Niha) بود. ژولیان گرنیر این واسال را در سال ۱۲۵۶ به شوالیه‌های تتونیک فروخت.
- آندره شف (قرن ۱۳)
- جان شف (قرن ۱۳)
- ژولیان صیدا (میانه قرن ۱۳)

## ارباب‌نشین ماورای اردن
ارباب‌نشین ماورای اردن، قلمرویی با مرزهای مشخص‌نشده در شرق رود اردن، که یکی از مهم‌ترین و بزرگترین واسال‌های پادشاهی اورشلیم است. این ارباب‌نشین به دلیل موقعیت جغرافیایی آن که بر سر راه کاروان تجاری مسلمانان از امیت ویژه‌ای برخوردار بود. آخرین ارباب آن، رینالید شاتیون پس از ازدواج با استفانی مایلی به حکومت ماورای اردن رسید، خود را شاهزاده ماورای اردن معرفی می‌کرد نه تابع و واسال پادشاه. وی و کنش‌های وی یکی از عوامل اصلی هجوم صلاح‌الدین پادشاهی اورشلیم در سال ۱۱۸۷ میلادی بود. صلاح‌الدین پس از پیروزی در نبرد حطین و قتل رینالد شاتیون این ارباب‌نشین را در سال ۱۱۸۷ فتح کرد و به قلمروی ایوبیان ضمیمه کرد. اربابان ماورای اردن:
- رومن لپوی، احتمالاً ۱۱۱۸–۱۱۲۶
- پاگان پیشخدمت، ۱۱۲۶–۱۱۴۷
- مائوریس مونتریال، ۱۱۴۷–۱۱۶۱
- فیلیپ مایلی، ۱۱۶۱–۱۱۶۸
- استفان د مایلی،:
  - هومفری سوم تورون، ۱۱۶۸–۱۱۷۳
  - مایلز د پلانسی، ۱۱۷۳–۱۱۷۴
  - رینالد شاتیون، ۱۱۷۶–۱۱۸۷
- فتح توسط ایوبیان،  ۱۱۸۷.

## دیگر ارباب‌نشین‌ها

### ارباب‌نشین عدلون یا آدلون
ارباب‌نشین عدلون یا آدلون پس از انتقال مرکز پادشاهی به عکا تشکیل شد و بیشتر تحت نفوذ امپراتور مقدس روم، فریدریش دوم، بود:
- آدام
- آگنس، ح. ۱۲۰۰
  - تیری د ترموند (م. ۱۲۰۶)
- دنیل ترموند (م. ۱۲۲۵)
- دنیل دوم ترموند
- پیتر، ح. ۱۲۵۰
- جردن

### ارباب‌نشین آرسوف
آرسوف در شمال یافا که صلیبیون آن را آرسور می‌خواندند، در سال ۱۱۰۱ توسط صلیبیون فتح شد با این حال تا ۱۱۶۳ تحت حوزه و نفوذ دربارهٔ پادشاهی بود تا آنکه جان آرسوف در همان سال به عنوان ارباب آن انتخاب شد. اربابان آرسوف:
- حوزه سلطنتی, ۱۱۰۱–۱۱۶۳
- جان آرسوف، ۱۱۶۳–۱۱۷۷
- فتح آرسوف توسط ایوبیان, ۱۱۸۷–۱۱۹۱
- ملیساند آرسوف،  (ح. دهه ۱۱۹۰)
- جان ابلین، قبل از ۱۲۰۹–۱۲۳۶
- جان آرسوف،  ۱۲۳۶–۱۲۵۸
- بالین آرسوف، ۱۲۵۸–۱۲۶۱
- آرسوف به شوالیه‌های مهمان‌نواز فروخته شد،  ۱۲۶۱
- فتح آرسوف توسط ممالیک, ۱۲۶۵
- بالین ابلین، افتخاری ۱۲۶۱–۱۲۷۷
- جان ابلین،  ۱۲۷۷–۱۳۰۹
- بالین ابلین،  ۱۳۰۹–۱۳۳۳
- فیلیپ ابلین ۱۳۳۳–۱۳۷۳.

### ارباب‌نشین بیت‌لحم
- بالین دوم ابلین (م. قبل از آوریل ۱۳۱۶)، همچنین شاهزاده افتخاری و اسمی جلیل

### ارباب‌نشین بیت‌شئان
بیت‌شئان در سال ۱۰۹۹ توسط تانکرد فتح شد و برخلاف موقعیت آن، هیچگاه بخشی از جلیل نبود. این قلمرو از سال ۱۱۰۱ بخشی از حوزه پادشاهی اورشلیم شد اما در سال ۱۱۲۰ مبدل به ارباب‌نشین شد:
- آدام بتون
- آدام دوم
- جان، بعد از ۱۱۲۹
- گیورموند، – بعد از ۱۱۷۴
- هیو گیبلت
- والتر
- آدام سوم
- گیورموند دوم، ح. ۱۲۱۰
- بالدوین
- والتر، ح. ۱۳۱۰
- تیبو

### ارباب‌نشین بلانشگارد (تل الصافی)
بلانشگارد (تل الصافی امروزی) توسط فولک، پادشاه اورشلیم در سال ۱۱۴۲ میلادی ساخته شد و به عنوان قلمروی تحت حوزه و نفوذ پادشاهی تحت امیر قلعه یا کاستلن (castellan) اداره می‌شد. این قلمرو در سال ۱۱۶۶ پس از اعطای آن به والتر سوم بریسبار مبدل به ارباب‌نشین شد:
- والتر سوم بریسبار، ۱۱۶۶–۱۱۸۷
- فتح بلانشگارد توسط ایوبیان، ۱۱۹۱–۱۱۹۲
- گیلز، ح. ۱۲۱۰
- رائول، –۱۲۶۵
- امالریک بالیز، ۱۲۶۵–؟

### ارباب‌نشین قیمون
قیمون در سال ۱۱۹۲ و پس از جنگ صلیبی سوم توسط بالین ابلین تشکیل شد. این قلمرو درا دامه تحت حوزه پادشاهی درآمد.

### ارباب‌نشین درعا
اطلاعات اندکی در رابطه با درعا وجود دارد، جز آن که در سال ۱۱۱۸ و طی دوره بالدوین دوم تشکیل شد.

### ارباب‌نشین الخلیل
الخلیل یا هربون، در منابع صلیبی با عنوان قلعه سنت. آبراهام شناخته می‌شود، یکی از نخستین واسال‌هایی است که شکل گرفت. این منطقه تا قبل از سال ۱۱۴۹ چندین بار تحت کنترل مستقیم پادشاهی درآمد. تا آن که در سال ۱۱۴۹ مبدل به ارباب‌نشین شد و بیت جبرین واسال آن شد. پس از مدتی این ارباب‌نشین بار دیگر تحت کنترل پادشاهی درآمد و بیت جبرین نیز به شوالیه‌های مهمان‌نواز فروخته شد:
- گلدمار کارپنل،  ۱۱۰۰
- جرارد آوسنس، ۱۱۰۰–۱۱۰۱
- حوزه سلطنتی،  ۱۱۰۲–۱۱۰۴
- هیو، ۱۱۰۴
- حوزه سلطنتی،  ۱۱۰۴–۱۱۰۸
- والتر ماهومت،  ۱۱۰۸–۱۱۱۸
- حوزه سلطنتی،  ۱۱۱۸–۱۱۲۰
- بالدوین سنت آبراهام، ۱۱۲۰–۱۱۳۶
- هیو دوم سنت آبراهام، ۱۱۳۶–۱۱۴۹
- حوزه سلطنتی، ۱۱۴۹–۱۱۶۱
- ادغام با ارباب‌نشین ماورای اردن، ۱۱۶۱
- فتح الخلیل توسط ایوبیان، ۱۱۸۷–۱۱۹۱
- حوزه سلطنتی، ۱۱۹۱
- نابودی و تخریب الخلیل توسط خوارزمشاهیان، ۱۲۴۴.

### ارباب‌نشین مونتگیسارد
مونتگیسارد (با نام القرین نیز شناخته می‌شود) برای مقابله با حملات نورالدین زنگی ساخته شد و محل نبرد مونتگیسارد در سال ۱۱۷۷ میلادی میان صلاح‌الدین ایوبی و بالدوین چهارم بود:
- ویلیام، ح. ۱۱۵۵
- جان
- آیمارد، ح. ۱۱۹۸
- رینالد، ح. ۱۲۰۰
- ویلیام، ح. ۱۲۳۰
- روبرت، ح. ۱۲۴۰
- هنری (؟)
- بالین، ح. ۱۳۰۰
- ویلیام
- بالدوین
- روبرت
- جان
- جیمز، ح. ۱۴۰۰.

### ارباب‌نشین نابلس
نابلس در سال ۱۰۹۹ توسط تانکرد فتح و توسط صلیبیون ناپلس نام‌گذاری شد. این شهر پس از مدتی مبدل به ارباب‌نشین و از حوزه قلمروی ماورای اردن خارج شد. نابلس در جریان حمله صلاح‌الدین در سال ۱۱۸۷ به‌دست ایوبیان افتاد:
- حوزه سلطنتی, ۱۰۹۹–
- پاگان پیشخدمت، ۱۱۲۶–؟
- گی مایلی، –۱۱۴۲ یا میان ۱۱۳۸–۱۱۴۴
- فیلیپ مایلی، ۱۱۴۲ یا میان ۱۱۳۸–۱۱۴۴–۱۱۶۱
- ماریا کومننه
- بالین ابلین، ۱۱۷۷
- استفانی ابلین
- فتح نابلس توسط ایوبیان, ۱۱۸۷.

نابلس عموماً بخشی از قلمرو و حوزه کنترل دربار پادشاهی اورشلیم بود با این حال این قلمرو چندین ویکنت نیز داشت:
- الریک، ۱۱۱۵–۱۱۵۲
- بالدوین، ح. ۱۱۵۹–۱۱۶۲
- بالدوین، پسر الریک، ح. ۱۱۶۲–۱۱۷۶
- امالریک، ح. ۱۱۷۶–۱۱۸۷.

### ارباب‌نیشن اسکندرونه
ارباب‌نشین اسکندرونه در استان صور امروزی و جنوب لبنان، در سال ۱۱۱۶ میلادی تحت کنترل دربارهٔ پادشاهی اورشلیم ایجاد شد که هرچند این دعوی توسط برخی مورخان رد شده‌است. دنیس پرینگل به نقل از ویلیام صوری بیان داشته که قلعه اسکندرونه در سال ۱۱۱۷ میلادی و به دستور بالدوین یکم ساخته شده‌است. و در سال ۱۱۴۸ میلادی این قلعه مبدل به ارباب‌نشین شده‌است زمانی که گی اسکندرونه از طرف پادشاهی اورشلیم به عنوان ارباب این قلعه انتخاب شد:
- گی اسکندرونه، ح. ۱۱۵۰
- پیتر
- ریمون، ح. ۱۲۰۰
- ویلیام
- ریمون
- فیلیپ، ح. ۱۲۷۰
- هومفری، ح. ۱۳۰۰
- اشیوا، ح. ۱۳۷۰.

### ارباب‌نشین صور
کنراد مونفروا در جریان جنگ صلیبی سوم که از این منطقه دفاع می‌کرد، این ارباب‌نشین را ایجاد کرد که در آن زمان تنها شهر بزرگ و اصلی پادشاهی اورشلیم پس از حمله ۱۱۸۷ صلاح‌الدین ایوبی بود. این شهر از زمان فتح آن توسط صلیبیون همواره یکی از شهرهای مهم پادشاهی بوده‌است و حتی پس از تشکیل این ارباب‌نشین و انتقال مرکز پادشاهی به عکا، همچنان توسط کنراد و پادشاهان بعدی اورشلیم اداره می‌شده‌است. با این حال تاج‌گذاری پادشاهان در شهر صور صورت می‌گرفت نه عکا پایتخت جدید پادشاهی. این شهر یکی از کانون‌های اصلی درگیری خاندان ابلین با طرفداران فریدریش دوم، امپراتور مقدس روم، (جنگ لمباردی‌ها) بود. اربابان صور:
- حوزه پادشاهی،  ۱۱۲۴–۱۱۲۹
- فولک آنژو، ۱۱۲۹–۱۱۳۱
- حوزه پادشاهی،  ۱۱۳۱–۱۱۸۷
- کنراد مونفروا، ۱۱۹۰–۱۱۹۲
- حوزه پادشاهی. ۱۱۹۲–۱۲۴۶
- فیلیپ مونفورد، ۱۲۴۶–۱۲۶۹
- جان مونفورد، پسر فیلیپ، ۱۲۶۹–۱۲۸۳
- هومفری مونفورد، برادر جان، ۱۲۸۳–۱۲۸۴
- حوزه پادشاهی،  ۱۲۸۴–۱۲۸۹
- امالریک لوزینیان، ۱۲۸۹–۱۲۹۱
- فتح صور توسط ممالیک،  ۱۲۹۱.

### ارباب‌نشین ژوسلین سوم ادسا
ارباب‌نشین ژوسلین سوم ادسا پس از سقوط ادسا و فتح آن توسط زنگیان ایجاد و به ژوسلین سوم، کنت اسمی ادسا داده شد. این ارباب‌نشین در حدود سال ۱۱۷۶ زمانی که ژوسلین با آگنس مایلی ازدواج کرد، ایجاد شد. جانشینیان وی این قلمرو را به شوالیه‌های تتونیک فروختند. بایگانی این ارباب‌نشین تنها بایگانی باقی‌مانده از زمان حضور صلیبیون در اراضی مقدس است.